# Pagida
Pagida is een geslacht van spinnen uit de  familie van de Thomisidae (krabspinnen).

## Soorten
- Pagida pseudorchestes (Thorell, 1890)
- Pagida salticiformis (O. P.-Cambridge, 1883)